# Terrestre (romanzo)
Terrestre (Terrienne) è un romanzo per ragazzi dello scrittore francese Jean-Claude Mourlevat pubblicato nel 2011.
Il romanzo ha vinto il premio Utopiales gioventù europea 2011, nel 2013 il premio Farniente e il premio Ados Rennes/Ille et Vilaine e una dozzina di altri premi.

## Trama
Una ragazza adolescente di nome Anne è alla ricerca della sua sorella Gabrielle, scomparsa ormai da un anno.
La ragazza era andata in sposa a un misterioso Jens, del quale poi non si è saputo più niente, né di lui, né di tutti gli amici che avevano preso parte al ricevimento nuziale, tra cui Bran, un misterioso ragazzo con cui Anne aveva ballato e aveva scambiato alcune parole
Un giorno, mentre cerca di trovare un passaggio facendo l'autostop, incontra uno scrittore pensionato e vedovo di nome Etienne Virgil, il quale rimane assai sorpreso di lasciare la ragazza vicino ad un cartello stradale con su scritto "Campagne 3,5 Km".
Quel luogo in realtà è il punto di contatto tra due mondi paralleli: quello terrestre popolato da noi umani e un altro, in cui sa essere stata portata sua sorella grazie ad un messaggio che lei le ha recapitato.
Questo mondo parallelo è del tutto diverso dal nostro: non vi sono soldi, poiché tutto è fruibile gratuitamente, il cibo è insipido, l'acqua scorre più rapidamente, non vi sono né rumori né crimini e, soprattutto, la gente non respira. Per queste sue caratteristiche utopiche, gli abitante di questo luogo guardano storti i terrestri, ritenuti sporchi e portatori di germi.
Dopo aver scoperto che sua sorella è stata portata da un personaggio importante del luogo in un'altra città chiede aiuto allo scrittore annoiato dalla vita, il quale la raggiunge subito in questo mondo strano per supportarla, ma non appena vengono scoperti, lui viene defenestrato e muore, mentre lei, grazie all'aiuto di un soldato, amico del misterioso Bran, riesce a salvarsi.
Dopo innumerevoli disavventure è costretta a nascondersi nel deserto, nel quale riuscirà a sopravvivere solo grazie all'aiuto di Bran, del quale man a mano si innamora sempre di più.
Bran, per aiutare Anne nella sua ricerca, decide di abbandonare la caserma in cui è iscritto e, dopo essersi estratto dal suo corpo il microchip di riconoscimento, raggiunge insieme alla ragazza il misterioso luogo denominato Estrellas, ovvero il posto dove tutte le persone del mondo parallelo vanno dopo essere morte.
Estrellas è un luogo tenebroso situato nel mezzo di un deserto, in cui i corpi esanimi degli uomini che si sono spenti vengono cremati.
Là Anne ritrova Gabrielle e insieme a Bran, grazie all'aiuto di alcune persone del luogo amiche dei terrestri riescono a tornare in tempo sulla Terra, prima che il passaggio al cartello stradale con su scritto "Campagne" sia chiuso per sempre.
Nell'epilogo si svela che Anne e Bran si sono sposati e che hanno avuto un bambino.

## Edizioni
- (FR) Jean-Claude Mourlevat, Terrienne, Gallimard Jeunesse, 2011.
- Jean-Claude Mourlevat, Terrestre, Narrativa Ragazzi, Rizzoli, 2012,  p. 304, ISBN 978-8817058759.